# Pułki lotnicze Wojska Polskiego
Pułki lotnicze Wojska Polskiego

## Pułki lotnicze Wojska Polskiego w latach 1921–1939
- 1 pułk lotniczy w Warszawie (1921-1939)
- 2 pułk lotniczy w Krakowie (1921-1939)
- 3 pułk lotniczy w Poznaniu (1921- 1939)
- 4 pułk lotniczy w Toruniu (1924-1939)
- 5 pułk lotniczy w Lidzie (1928-1939)
- 6 pułk lotniczy we Lwowie (1925-1939)
- 11 pułk myśliwski w Lidzie (1925-1928)

## Pułki lotnicze Wojska Polskiego w latach 1943–1989
- 1 Pułk Lotnictwa Myśliwskiego OPK „Warszawa” (1943-2000)
- 1 Mieszany Szkolno-Treningowy Pułk Lotniczy (1945-1946)
- 2 Pułk Nocnych Bombowców "Kraków" (1944-1945)
- 2 Szturmowy Pułk Lotniczy "Kraków" (1945-1946)
- 2 Pułk Lotnictwa Myśliwskiego "Kraków" (1967-1993)
- 2 Mieszany Pułk Lotniczy (1945-1947)
- 2 Pułk Lotnictwa Myśliwskiego (1946-1951) → 2 plm OPL
- 2 Pułk Lotnictwa Myśliwskiego OPL im. Ludowych Partyzantów Ziemi Krakowskiej (1946-1962) → 2 plm OPK
- 2 Pułk Lotnictwa Myśliwskiego OPK im. Ludowych Partyzantów Ziemi Krakowskiej (1962-1967) → 10 plm OPK
- 3 Pułk Lotnictwa Bombowego (1944-1946) → 7 pbn
- 3 Pułk Lotnictwa Szturmowego (1944-1946)
- 3 Pułk Lotnictwa Myśliwskiego (1946-1950) → 3 plm OPL
- 3 Pułk Lotnictwa Myśliwskiego OPL (1950-1952) → 3 plm
- 3 Pułk Lotnictwa Myśliwskiego (1952-1957) → 3 plm OPL
- 3 Pułk Lotnictwa Myśliwskiego OPL (1957-1952) → 3 plm OPK
- 3 Pułk Lotnictwa Myśliwskiego OPK (1962-1967) → 11 plm OPK
- 3 Pomorski Pułk Lotnictwa Myśliwsko-Bombowego (1967-1988)
- 3 Pomorski Lotniczy Pułk Szkolno-Bojowy (1988-1992)
- 4 Pułk Lotnictwa Bombowego (1944-1946)
- 4 Szturmowy Pułk Lotniczy (1946-1950)
- 4 Pułk Lotnictwa Szturmowego "Kraków" (1950-1957)
- 4 Pułk Lotnictwa Myśliwskiego "Kraków" (1957-1967)
- 5 Pułk Lotnictwa Bombowego (1944-1946)
- 5 Pułk Lotnictwa Szturmowego (1946-1960)
- 5 Pomorski Pułk Lotnictwa Myśliwsko-Szturmowego (1960-1967)
- 6 Pułk Lotnictwa Szturmowego (1944-1945)
- 6 Szturmowy Pułk Lotniczy (1945-1950)
- 6 Pułk Lotnictwa Szturmowego (1950-1957)
- 6 Pułk Lotnictwa Myśliwsko-Szturmowego (1957-1982)
- 6 Pułk Lotnictwa Myśliwsko-Bombowego (1982- 1998)
- 7 Samodzielny Bombardująco-Nurkowy Pułk Lotniczy (1946-1950)
- 7 Pułk Lotnictwa Bombowego (1950-1958)
- 7 Brygada Lotnictwa Bombowego (1958-1968)
- 7 Brygada Lotnictwa Rozpoznawczo Bombowego (1968-1973)
- 7 Brygada Lotnictwa Rozpoznania Operacyjnego (1973-1974)
- 7 Brygada Lotnictwa Bombowo-Rozpoznawczego (1974-1982)
- 7 Pułk Lotnictwa Bombowo-Rozpoznawczego (1982-2000)
- 7 Pułk Lotnictwa Szturmowego (1944-1946)
- 7 Pułk Lotnictwa Myśliwsko-Szturmowego Marynarki Wojennej (1967-1983)
- 7 Pułk Lotnictwa Myśliwsko-Bombowego Marynarki Wojennej (1983-1988)
- 7 Pułk Lotnictwa Specjalnego Marynarki Wojennej (1988-1995)
- 8 Pułk Lotnictwa Szturmowego (1944-1946)
- 8 Pułk Lotnictwa Myśliwsko-Szturmowego (1967-1982) → 8 plmb
- 8 Pułk Lotnictwa Myśliwsko-Bombowego (1982-1999) → 8 elt
- 9 Pułk Lotnictwa Myśliwskiego (1944-1946)
- 9 Pułk Lotnictwa Myśliwskiego(1967-1989) (przemianowany 11 Pułk Lotnictwa Myśliwskiego OPL)
- 9 Pułk Lotnictwa Myśliwskiego (1989-2000) (przemianowany 26 Pułk Lotnictwa Myśliwskiego)
- 10 Pułk Lotnictwa Myśliwskiego (1944-1946) → 2 plm
- 10 Pułk Lotnictwa Myśliwskiego OPK im. Ludowych Partyzantów Ziemi Krakowskiej (1967-1990)
- 10 Pułk Lotnictwa Myśliwskiego (1990-2000) → 10 elt i 32 BLot
- 11 Pułk Lotnictwa Myśliwskiego (1944-1946)→ 3 plm
- 11 Pułk Lotnictwa Myśliwskiego OPL (1950-1967)→ 9 plm (1967-1989)
- 11 Brandenburski Pułk Lotnictwa Myśliwskiego OPK im. Osadników Ziemi Dolnośląskiej (1967-1991) → 11 plm
- 12 Samodzielny Pułk Lotnictwa Sanitarnego (1944-1945)
- 13 Samodzielny Pułk Lotnictwa Transportowego (1944-1945)
- 13 Pułk Lotnictwa Transportowego (1967-2000)
- 13 Pułk Lotnictwa Myśliwskiego OPL (1951-1962) → 13 plm OPK
- 13 Pułk Lotnictwa Myśliwskiego OPK (1962-1971)
- 13 Pułk Lotnictwa Transportowego im. ppłk. pil. Stanisława Skarżyńskiego (1967-2000)
- 14 Samodzielny Pułk Lotnictwa Rozpoznania i Korygowania Ogniem Artylerii (1945-1946)
- 15 Zapasowy Pułk Lotniczy (1944-1945)
- 15 Mieszany Szkolno-Treningowy Pułk Lotniczy (1945)
- 16 Pułk Lotnictwa Specjalnego Marynarki Wojennej (1983-1988)
- 17 Pułk Lotnictwa Łącznikowego (1944-1945)
- 17 Mieszany Pułk Lotniczy (1945)
- 18 Pułk Lotnictwa Myśliwskiego
- 18 Samodzielny Pułk Lotnictwa Transportowego
- 19 Samodzielny Pułk Lotnictwa Transportowego
- 20 Pułk Lotnictwa Myśliwskiego (1952)
- 21 Pułk Lotnictwa Zwiadowczego (1951-1954)
- 21 Pułk Lotnictwa Rozpoznawczego (1955)
- 21 Samodzielny Pułk Lotnictwa Rozpoznawczego (1955-1963)
- 21 Pułk Lotnictwa Rozpoznania Taktycznego (1963-1968)
- 21 Pułk Lotnictwa Rozpoznania Taktycznego i Artyleryjskiego (1968-1982)
- 21 Pułk Lotnictwa Myśliwsko-Bombowego (1982-1986)
- 23 Pułk Lotnictwa Myśliwskiego OPL (1952)
- 24 Pułk Lotnictwa Myśliwskiego (1952)
- 25 Pułk Lotnictwa Myśliwskiego OPL (1952-1962)
- 25 Pułk Lotnictwa Myśliwskiego OPK (1962-1967) → 49 Pułk Śmigłowców
- 26 Pułk Lotnictwa Myśliwskiego→ 9 plm (1989-2000)
- 27 Pułk Lotnictwa Myśliwskiego (1952)
- 28 Słupski Pułk Lotnictwa Myśliwskiego
- 29 Pułk Lotnictwa Myśliwskiego
- 30 Pułk Lotnictwa Marynarki Wojennej (1950-1957)
- 30 Pułk Lotnictwa Szturmowego Marynarki Wojennej (1957-1960)
- 30 Pułk Lotnictwa Myśliwsko-Szturmowego Marynarki Wojennej (1960-1967)
- 31 Pułk Lotnictwa Myśliwskiego → 31 Pułk Szkolno-Bojowy Oficerskiej Szkoły Lotniczej
- 32 Pułk Lotnictwa Rozpoznania Taktycznego
- 33 Pułk Lotnictwa Bombowego
- 34 Pułk Lotnictwa Myśliwskiego Marynarki Wojennej (1952-1962)
- 34 Pułk Lotnictwa Myśliwskiego OPK im. Obrońców Kępy Oksywskiej (1962-1991)
- 35 Pułk Lotnictwa Bombowego
- 36 Specjalny Pułk Lotnictwa Transportowego (1945-2011)
- 37 Pułk Śmigłowców Transportowych
- 38 Zapasowy Pułk Lotnictwa (w latach 50. na czas "W")
- 38 Pułk Lotnictwa Myśliwskiego (1956-1957)
- 38 Pułk Lotnictwa Myśliwskiego OPL OK (1957-1958)
- 38 Lotniczy Pułk Szkolny (1974-1979)
- 38 Lotniczy Pułk Szkolno-Bojowy (1980-1988)
- 39 Pułk Lotnictwa Myśliwskiego OPL (1951-1962)
- 39 Pułk Lotnictwa Myśliwskiego OPK (1962-1987)
- 40 Pułk Lotnictwa Myśliwsko-Bombowego
- 41 Pułk Lotnictwa Myśliwskiego
- 42 Pułk Szkolno-Treningowy Lotnictwa Mieszanego
- 43 Pułk Lotnictwa Myśliwskiego (1952)
- 44 Lotniczy Pułk Łączności (w latach 50. na czas "W")
- 44 Pułk Lotnictwa Łącznikowego
- 45 Pułk Lotnictwa Myśliwskiego OPL (1957-1962) → 45 plm OPK
- 45 Pułk Lotnictwa Myśliwskiego OPK (1962-1969) → 45 plmsz
- 45 Pułk Lotnictwa Myśliwsko-Szturmowego (1969-1982) → 45 plmb
- 45 Pułk Lotnictwa Myśliwsko-Bombowego (1982-1988) → 45 lpszb
- 45 Lotniczy Pułk Szkolno-Bojowy (1988-1992)
- 46 Pułk Lotnictwa Szturmowego (1952)
- 47 Pułk Lotnictwa Łącznikowo-Sanitarnego (1963-1974)
- 47 Szkolny Pułk Śmigłowców (1974-2000)
- 48 Pułk Lotnictwa Szturmowego (1952-60) → 48 plmsz
- 48 Pułk Lotnictwa Myśliwsko-Szturmowego (1960-1963)
- 49 Pułk Śmigłowców (1967-1971)
- 49 Pułk Lotnictwa Wojsk Lądowych (1971-1981)
- 49 Pułk Śmigłowców Bojowych (1981-2011) → 49 Baza Lotnicza
- 50 Pułk Lotnictwa Szturmowego (1952)
- 51 Pułk Lotnictwa Szturmowego (1952-1969)
- 52 Pułk Szkolny Oficerskiej Szkoły Lotniczej (1959-1962)
- 53 Pułk Lotnictwa Szturmowego (1952-1960) → 53 plmsz
- 53 Pułk Lotnictwa Myśliwsko-Szturmowego (1960-1967) → 8 plmsz
- 55 Pułk Lotnictwa Transportowego (1963-1967) → 13 plt
- 56 Pułk Śmigłowców (1963-1973)
- 56 Pułk Lotniczy Wojsk Lądowych (1973-1982)
- 56 Pułk Śmigłowców Bojowych (od 1982)
- 57 Pułk Lotnictwa Szturmowego (1952)
- 58 Pułk Szkolno-Bojowy Oficerskiej Szkoły Lotniczej (1958-1987) → 58 lpsz
- 58 Lotniczy Pułk Szkolny (1987-2000)
- 60 Lotniczy Pułk Szkolny
- 61 Lotniczy Pułk Szkolno-Bojowy (1958-2000)
- 62 Pułk Szkolno-Treningowy Lotnictwa Myśliwskiego (1954-1956) → 62 spszt lm
- 62 Samodzielny Pułk Szkolno-Treningowy Lotnictwa Myśliwskiego (1956-1957) → 62 plm OPL OK
- 62 Pułk Lotnictwa Myśliwskiego OPL OK im. Powstańców Wielkopolskich (1957-1963) → 62 plm OPK
- 62 Pułk Lotnictwa Myśliwskiego OPK im. Powstańców Wielkopolskich (1963-1990) → 62 plm
- 62 Pułk Lotnictwa Myśliwskiego (1991-1995) → 3 plm „Poznań”
- 63 Pułk Szkolno-Bojowy Oficerskiej Szkoły Lotniczej (1958)
- 64 Pułk Szkolny Oficerskiej Szkoły Lotniczej im. J. Krasickiego (1958-1963)
- 66 Lotniczy Pułk Szkolny (1960-1989)

## Pułki lotnicze Wojsk Lotniczych i Obrony Powietrznej w latach 1990–2000
- 1 Pułk Lotnictwa Myśliwskiego „Warszawa” im. gen. bryg. pil. Stefana Pawlikowskiego w Mińsku Mazowieckim (1943-2000) → 1 elt
- 2 Pułk Lotnictwa Myśliwskiego "Kraków" w Goleniowie (1967-1993)
- 3 Pułk Lotnictwa Myśliwskiego „Poznań” w Poznaniu (1995-2000) → 3 elt
- 6 Pułk Lotnictwa Myśliwsko-Bombowego w Pile (1982-1998)
- 7 Pułk Lotnictwa Bombowego-Rozpoznawczego w Powidzu (1946-1999) → 6 elt i 7 elt
- 7 Pułk Lotnictwa Specjalnego Marynarki Wojennej w Cewicach (1988-1995) → 3 Dywizjon Lotniczy
- 8 Pułk Lotnictwa Myśliwsko-Bombowego w Mirosławcu → 8 elt
- 9 Pułk Lotnictwa Myśliwskiego w Zegrzu Pomorskim (1989-2000) → 9 elt
- 10 Pułk Lotnictwa Myśliwskiego w Łasku → 10 elt
- 11 Pułk Lotnictwa Myśliwskiego im. płk. Bolesława Orlińskiego we Wrocławiu (1967-1999)
- 32 Pułk Lotnictwa Rozpoznania Taktycznego w Sochaczewie (1963-1998)
- 34 Pułk Lotnictwa Myśliwskiego Marynarki Wojennej w Gdyni (1952-1994) → 1 Pucki Dywizjon Lotniczy
- 40 Pułk Lotnictwa Myśliwsko-Bombowego w Świdwinie → 39 elt i 40 elt
- 41 Pułk Lotnictwa Myśliwskiego w Malborku (1952-2000) → 41 elt
- 45 Lotniczy Pułk Szkolno-Bojowy w Babimoście (1957-1992)
- 58 Lotniczy Pułk Szkolny (1958-2000) → 1 Ośrodek Szkolenia Lotniczego
- 61 Lotniczy Pułk Szkolno-Bojowy w Białej Podlaskiej (1958-2000) → 3 Ośrodek Szkolenia Lotniczego
- 62 Pułk Lotnictwa Myśliwskiego w Poznaniu (1991-1995) → 3 plm „Poznań”
- 66 Lotniczy Pułk Szkolny (1958-2000) → 2 Ośrodek Szkolenia Lotniczego

## Pułki lotnicze Armii Czerwonej
Pułki lotnicze Armii Czerwonej włączone w skład Lotnictwa Wojska Polskiego i przemianowane, jako polskie, oraz oddziały sowieckiego lotnictwa będące bazą dla formowania w latach 1944–1945 pułków lotniczych Ludowego Wojska Polskiego.
- 11 Zapasowy Pułk Lotniczy → 5 Pułk Lotnictwa Bombowego
- 16 Szkolno-Treningowy Pułk Lotniczy → 15 Zapasowy Pułk Lotniczy
- 46 Zapasowy Pułk Lotniczy → 18 i 19 Samodzielne Pułki Lotnictwa Transportowego
- 93 Samodzielny Pułk Rozpoznania Lotniczego i Korygowania Ognia Artylerii → 14 Samodzielny Pułk Lotnictwa Rozpoznania i Korygowania Ogniem Artylerii
- 141 Pułk Lotnictwa Sanitarnego → 12 Samodzielny Pułk Lotnictwa Sanitarnego
- 233 Pułk Lotnictwa Łączności → 17 Pułk Lotnictwa Łącznikowego
- 246 Pułk Lotnictwa Myśliwskiego → 10 Pułk Lotnictwa Myśliwskiego
- 248 Pułk Lotnictwa Myśliwskiego → 9 Pułk Lotnictwa Myśliwskiego
- 382 Pułk Lotnictwa Szturmowego → 7 Pułk Lotnictwa Szturmowego
- 384 Zapasowy Pułk Lotniczy → 8 Pułk Lotnictwa Szturmowego
- 458 Pułk Lotnictwa Bombowego → 4 Pułk Lotnictwa Bombowego
- 611 Pułk Lotnictwa Szturmowego → 3 Pułk Lotnictwa Szturmowego
- 658 Siedlecki Pułk Lotnictwa Szturmowego → 6 Pułk Lotnictwa Szturmowego
- 713 Pułk Lotnictwa Transportowego → 13 Samodzielny Pułk Lotnictwa Transportowego
- 719 Pułk Nocnych Bombowców → 3 Pułk Lotnictwa Bombowego
- 832 Pułk Lotnictwa Myśliwskiego → 11 Pułk Lotnictwa Myśliwskiego

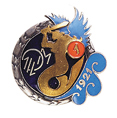
1 Pułk Lotnictwa Myśliwskiego „Warszawa”
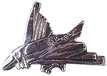
3 Pułk Lotnictwa Myśliwskiego "Poznań"
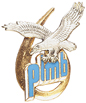
6 Pułk Lotnictwa Myśliwsko-Bombowego
7 Pułk Lotnictwa Bombowo-Rozpoznawczego
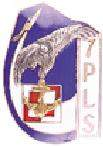
7 Pułk Lotnictwa Specjalnego Marynarki Wojennej
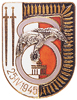
8 Pułk Lotnictwa Myśliwsko-Bombowego
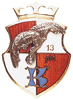
13 Pułk Lotnictwa Transportowego
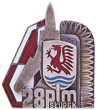
28 Słupski Pułk Lotnictwa Myśliwskiego
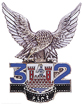
32 Pułk Lotnictwa Rozpoznania Taktycznego
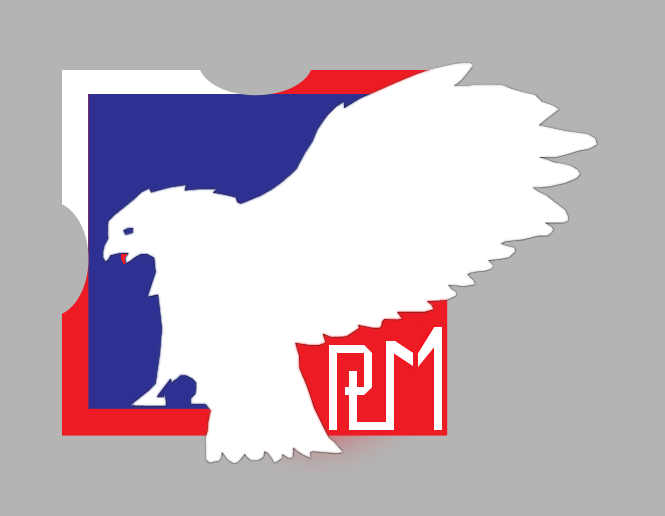
34 Pułk Lotnictwa Myśliwskiego
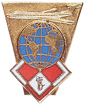
36 Specjalny Pułk Lotnictwa Transportowego
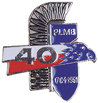
40 Pułk Lotnictwa Myśliwsko-Bombowego
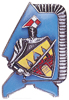
41 Pułk Lotnictwa Myśliwskiego
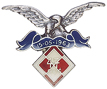
47 Szkolny Pułk Śmigłowców
58 Lotniczy Pułk Szkolny
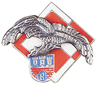
60 Lotniczy Pułk Szkolny
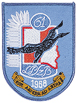
61 Lotniczy Pułk Szkolno-Bojowy